# Salvador Herrera Pinto
Monseñor Salvador Herrera Pinto, OFM (Abancay, Perú, 3 de febrero de 1890-Lima, Perú, 26 de enero de 1977) fue un obispo, sacerdote de la Orden de los Frailes Menores (franciscano), doctor en Teología, políglota y escritor.

## Reseña biográfica

### Nacimiento y primera formación
Salvador Herrera Pinto nació el 3 de febrero de 1890, en la ciudad de Abancay, departamento de Apurímac, Perú, siendo sus padres Rufino Herrera y Josefa Pinto. Don Rufino Herrera fue parlamentario por la provincia de Aymaraes en la época de los presidentes Andrés Avelino Cáceres y Nicolás de Piérola.
Desde muy niño sintió la vocación sacerdotal e ingresó en 1902 al convento de la Recoleta del Cusco. El 23 de abril de 1908 hizo profesión de votos y el 2 de mayo de 1911 cumplió los votos solemnes de la Orden Franciscana. El 28 de octubre de 1914 se ordenó de sacerdote en la ciudad de Arequipa, recibiendo las respectivas Órdenes de manos del famoso orador y obispo franciscano Monseñor Mariano Holguín. Celebró su primera misa el 8 de noviembre de 1914 en la ciudad de Arequipa siendo que para su segunda misa viajó a su tierra natal, Abancay, donde la celebró el 17 de enero de 1915.

### Educación en Europa
Su destacado paso por los seminarios de formación franciscana y su dominio de idiomas lo condujeron a Europa, tomado cursos en la Universidad Católica de Lovaina (Bélgica) y la Universidad de Friburgo en Suiza de donde se recibió como Doctor en Teología en el año 1920. Viajó por Italia siendo recibido en Roma por su Santidad el Papa Benedicto XV. Luego de doctorarse continuó su estancia en Europa en pos de realizarse y estudiar el griego, hebreo y latín. 
Pasó a Alemania con el objeto de continuar sus estudios y aprender el alemán, lugar en el que fue testigo excepcional de las consecuencias de la derrota alemana en la Primera Guerra Mundial y la caída de la República de Weimar y del surgimiento de Adolfo Hitler y el nazismo; presenció las primeras persecuciones a la Iglesia y sus organizaciones de base que precedieron a la infame Noche de los Cuchillos Largos.
Siendo insostenible su presencia en la convulsa Alemania, el papa Pío XI, el 21 de diciembre de 1933, lo designa Obispo Titular de la Diócesis de Puno, siendo consagrado para el efecto el 20 de mayo de 1934 y tomando posesión de su sede episcopal el 31 de mayo del mismo año.

### Obispo de Puno

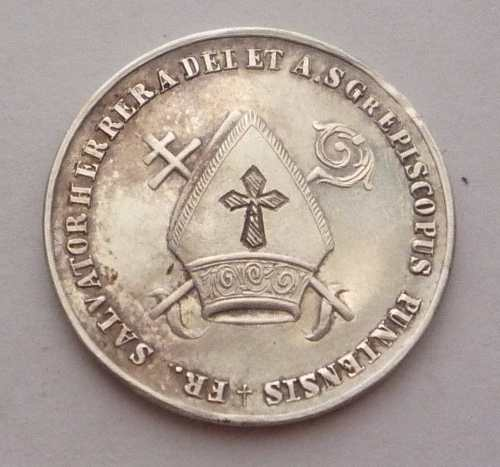
Medalla conmemorativa de la Consagración Episcopal de Mons. Salvador Herrera

En su calidad de Obispo de Puno fue Secretario General de la Conferencia Episcopal Peruana para los períodos 1934-1935 y 1935-1936. En 1935 fue partícipe destacado del Primer Congreso Eucarístico Nacional realizado en la ciudad de Lima.
Fue un notable políglota, conocedor tanto de lenguas clásicas (griego, hebreo y latín), modernas (inglés, francés, italiano, alemán) como andinas (quechua, aymara),  elevando siempre la riqueza del idioma quechua, que aprendió desde su niñez en su natal Apurímac. Su oratoria denotaba su amplia cultura siendo a la vez atrayente y fervorosa.
Son muchas las obras dejadas por Monseñor Herrera tanto en Puno como en Apurímac, especialmente a favor de los pobres y necesitados de estos departamentos deprimidos y olvidados. Sin embargo, su obra más destacada fue su auxilio en la persecución nazi a las religiosas alemanas de la Orden de Santa María Magdalena de Speyer (a quienes se les había confiscado y expropiado sus obras educativas y sus bienes), gestionando con sus propios medios su traslado a la ciudad de Abancay en el año de 1938 y apoyándolas en la fundación del colegio “Santa Rosa”, institución hoy emblemática de la ciudad. Fue su intención fundar un convento franciscano en Abancay para lo cual realizó gestiones y colectas logrando adquirir dos terrenos que luego fueron traspasados a la Diócesis de Abancay que construyó en uno de ellos el actual Seminario Menor mientras que el otro se destinó a la granja de producción agrícola "San Francisco".
El 5 de abril de 1948, cesó en el cargo de Obispo de Puno y fue honoríficamente nombrado Obispo Titular de la Diócesis de Satala en Armenia (hoy Turquía)

### Últimos años
En 1953 fue designado presidente del Comité pro-Coronación Pontificia de la Virgen del Milagro en Lima, coronación que fue hecha por el Nuncio Apostólico Monseñor Fernando Cento por encargo de su santidad el papa Pío XII.
En 1966 publica el libro "La cuna de Ricardo Palma" obra que sería su mayor contribución académica, y por la que es muy reconocido, donde cuestiona la afirmación documentaria de que el escritor tradicionalista haya nacido en Lima.
Sus últimos años los pasó en oración y comunidad con sus hermanos franciscanos en el Convento de los Descalzos en Lima. Entregó su alma al Señor el 26 de enero de 1977.

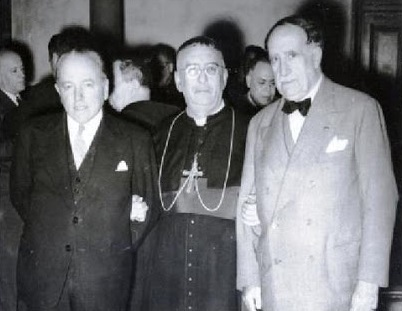
Raúl Porras Barrenechea, Salvador Herrera Pinto y Víctor Andrés Belaúnde.

## "La Cuna de Ricardo Palma": la validez de la tradición oral frente a la prueba documental
La conexión entre Ricardo Palma y Apurímac radica en una de sus famosas tradiciones titulada “Por beber en copa de oro” que se sitúa en el pueblo de Tintay de la provincia de Aymaraes, un pueblo muy cercano a Monseñor Herrera, quien se habría preguntado cómo así Palma sabía de Tintay, en una época en la que Apurímac, por su distancia e inaccesible geografía, era muy aislada del Perú como para que alguien foráneo, supuestamente de la costa, la describa tan exactamente (como casi un siglo después lo hizo muy bien José María Arguedas).
Esta pregunta, ha de haber rondado la cabeza de Monseñor Herrera pues durante mucho tiempo anduvo recogiendo testimonios de gente que afirmaba que Ricardo Palma habría nacido en el pueblo de Talavera de la provincia de Andahuaylas.
“La cuna de Ricardo Palma” recoge y pone en valor estos testimonios orales frente a las pruebas documentales que afirman el origen limeño de Ricardo Palma, demostrando las inconsistencias de éstas y explicándolas por la costumbre, tan peruana de la época, rezago de la colonia, del “blanqueamiento” o de hacer aparecer en documentos un lugar de nacimiento lo más cercano a la ciudad principal "de blancos" y lo más lejano de las zonas indias, en donde el mestizaje era lo común. 
El ocultar su origen serrano y provinciano era particularmente importante para Palma quien, desde muy joven, se vio enfrascado en pleitos de origen comercial, a razón de la actividad de su padre, que se saldaban mediante "comunicados" en diarios como "El Comercio" donde se mancillaban honras y publicaban adjetivos contra el adversario de entre los que, sin duda, los que recordaban la cuna, eran de especial calibre; unos pleitos que para Palma se trasladaron luego al ámbito literario ya que él fue objeto de las diatribas de Manuel Gonzáles Prada quien no dudó en enrostrarle su origen mestizo; una razón suficiente, sin duda, para la época, para ocultar su verdadera cuna.
Monseñor Herrera cuestiona la teoría tradicional de que Palma sea limeño porque ella está basada en la mera afirmación del escritor, quien en vida no señaló arraigo en Lima, lo cual abona la teoría que era un foráneo a esta ciudad, así como las conclusiones del historiador Raúl Porras Barrenechea quien, según dice, encontró una partida de nacimiento de un tal Manuel Palma; cuestionando la primera porque Palma ha afirmado varias cunas, entre ellas Arequipa (según carta cursada al Presidente Francisco García Calderón donde además, en lo que sería una bajeza y gran afrenta, señala que su padre era el coronel José Palma y no el Pedro que todos afirman), y la segunda en los cambios de nombre del niño (Manuel por Ricardo) y de la madre (Gillerma Carrillo por Dominga Soriano) que Porras Barrenechea le atribuye libremente sin considerar que tan importante información registral no puede variarse sino mediante anotación marginal, además de la descripción física hecha en la partida del niño Palma como de raza “pardo” (hijo de indio y negra), hecha por un canónigo registrador experto en esa apreciación, descripción que contradice con las fotografías que existen de Palma, de joven y viejo, a quien. de ninguna manera puede atribuírsele el calificativo de “pardo”.
Ahora bien, la tesis de que Palma haya nacido en Talavera está basada en la existencia centenaria en esa localidad de una familia Palma, uno de cuyos miembros era doña Justa Palma Mena quien, según numerosos testimonios recogidos por Monseñor Herrera, afirmaba que era hermana de Ricardo (de quien decía lo habían separado de niños para que éste se formase como cura) y con quien, además de tener un gran parecido físico, según numerosos testigos que la conocieron, mantenía correspondencia, tal cual lo atestiguaron los empleados postales de Talavera. Además, la hija de Justa Palma, Cecilia Samanez Palma, en sus viajes a Lima, solía hospedarse en casa de su tío Leoncio Samanez, frecuentemente visitada por Ricardo Palma, amigo íntimo sino pariente, y de quien afirmaba rotundamente su origen talaverino.
Monseñor Herrera, además, obtuvo testimonios, sino confesiones, de personas muy honorables que afirmaron, por escrito. el origen talaverino de Ricardo Palma de entre quienes destacan Juan Guillermo Samanez, reconocido pintor, Mateo Carrasco Cerón, nieto de Justa Palma, Emiliano Almanza, ilustre vecino de Talavera, del expresidente de la República David Samanez Ocampo, de Carmen Martinelli de Samanez, quien dice haber presenciado el encare de su tío Leoncio Samanez a Ricardo Palma exigiéndole que no negase su origen “talacho” (talaverino), lo cual le disgustó, y, finalmente, el testimonio de Virgilio Roberti Samanez quien afirma haber tenido en su biblioteca una edición de las “Tradiciones Peruanas” con una dedicatoria autógrafa del autor a la destacada dama apurimeña Carolina Segovia Samanez a quien Palma llama “codepartamentana”.
El estudio de Monseñor Herrera, por la calidad intelectual y moral del autor, fue muy bien recibido por intelectuales de la talla de Víctor Andrés Belaúnde  y Luis E. Valcárcel quienes prologaron el libro y destacaron la validez de la tradición oral ante la prueba documental que, como se ha visto en muchos casos, puede ser torcida por las taras sociales de una época determinada.
La reciente valorización de la tradición oral frente a la prueba documental como fuente histórica ha vuelto a hacer vigente la tesis de Monseñor Herrera, como recientemente lo subrayó Marco Aurelio Denegri.

## Aeropuerto de Abancay

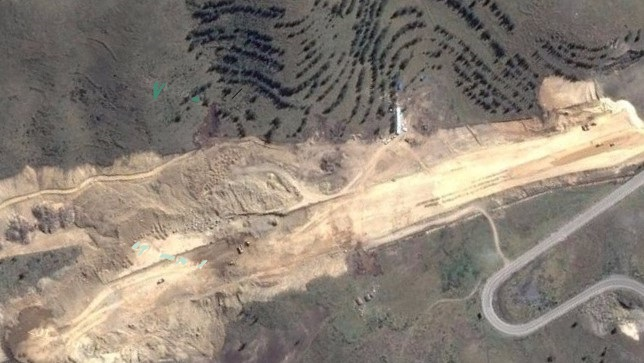
Vista aérea aeropuerto Abancay, Apurimac.

La ciudad de Abancay se encuentra ubicada en una zona geográfica difícil pues está en medio de dos cordilleras andinas, rodeada de cerros y montañas, con muchas subidas, curvas y bajadas que dificultan y alargan el transporte terrestre, por lo que desde décadas atrás se ha planteado la interrogante de que si era posible construir un aeropuerto en Abancay, un anhelo de la población en general. 
Esta cuestión estuvo presente en Mons. Herrera quien, por sus calidades académicas y el dominio de idiomas, durante mucho tiempo, estuvo investigando las posibilidades de la construcción del aeropuerto, llegando a la conclusión de que ello sería posible en el sector denominado Leccleccpampa, ubicado al norte de Abancay, cerca a Saywite.
La reciente puesta en valor de las ruinas incas de Choquequirao (tan importantes como las de Machu Picchu) y la necesidad de construir un puente aéreo para el transporte de turistas extranjeros a la zona, ha rescatado la propuesta de Mons. Herrera siendo que el gobierno regional de Apurímac ha empezado a hacer los primeros movimientos de tierra y los estudios definitivos se encuentran en trámite. El proyecto busca crear una segunda ruta de acceso a la ciudadela de Machu Picchu, una ruta "ecológica vivencial", distinta al circuito comercial tradicional del Valle Sagrado, que atravesará las reservas naturales de Ampay y Choquequirao; además de promocionar los circuitos turísticos de Saywite y el Cañón del Río Apurímac.